# Jan Dircksz. Lam
Jan Dircksz. Lam was een schipper, koopman en admiraal in dienst van de VOC en de WIC. Hij leidde meerdere eskaders in Azië in gevechten met de Spanjaarden en Portugezen en was van november 1618 tot juni 1621 gouverneur van de Molukken. In 1626 leidde hij in dienst van de WIC een aanval op het Portugese Fort Elmina aan de Goudkust van West-Afrika.

## In dienst bij de VOC

### Verovering van Batjan

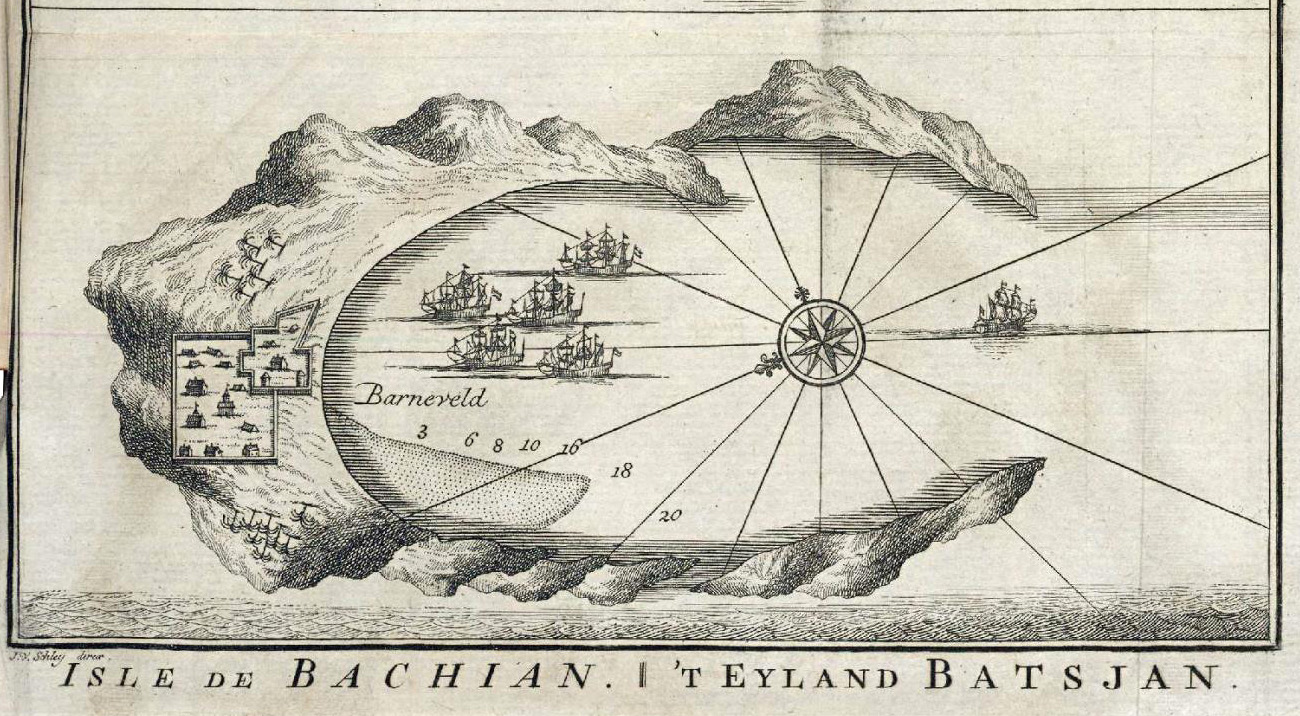
Kaart van Batjan met VOC-schepen, ca. 1720.

Vóór Lam dienst nam bij de VOC is niets over hem bekend. Hij werd in eerste instantie aangenomen als koopman op de vloot van Paulus van Caerden van 1606, maar uiteindelijk werd het de vloot van Pieter Verhoeff, die een jaar later vertrok, op 27 november 1607. Op deze vloot bevonden zich meerdere personen die later bekendheid zouden verwerven, zoals Jan Pieterszoon Coen, Jacques Specx, Piet Hein en Cornelis van Nijenrode. De vloot moest onderweg Mozambique, Goa en Malakka aanvallen, maar het lukte niet deze hoofdvestigingen van de Portugezen in te nemen. Vanaf Bantam voer Verhoeff met een deel van de vloot naar de Banda-eilanden, waar hij in mei 1609 met veel anderen tijdens onderhandelingen door de Bandanezen vermoord werd. Het bevel ging toen over op Simon Jansz. Hoen, met wie Lam in oktober op het schip Geuniëerde Provincieën naar de Molukken voer. Lam veroverde daar samen met kapitein Apollonius Schotte op 30 november 1609 met enkele schepen en ondersteuning van krijgers uit Ternate het eiland Batjan op de Portugezen. Ook werden twee Spaanse schepen uit Manilla gekaapt. Met de 50 Spaanse opvarenden werd in maart 1610 de door de Spanjaarden op Ternate gevangen genomen Paulus van Caerden vrijgekocht. Van Caerden was erg tevreden over Lam. In juni schreef hij over hem aan de Heren XVII: 'gelieven denselven van mij als een getrouw dienaer voor gerecommandeert houden'.

### Retourvloot

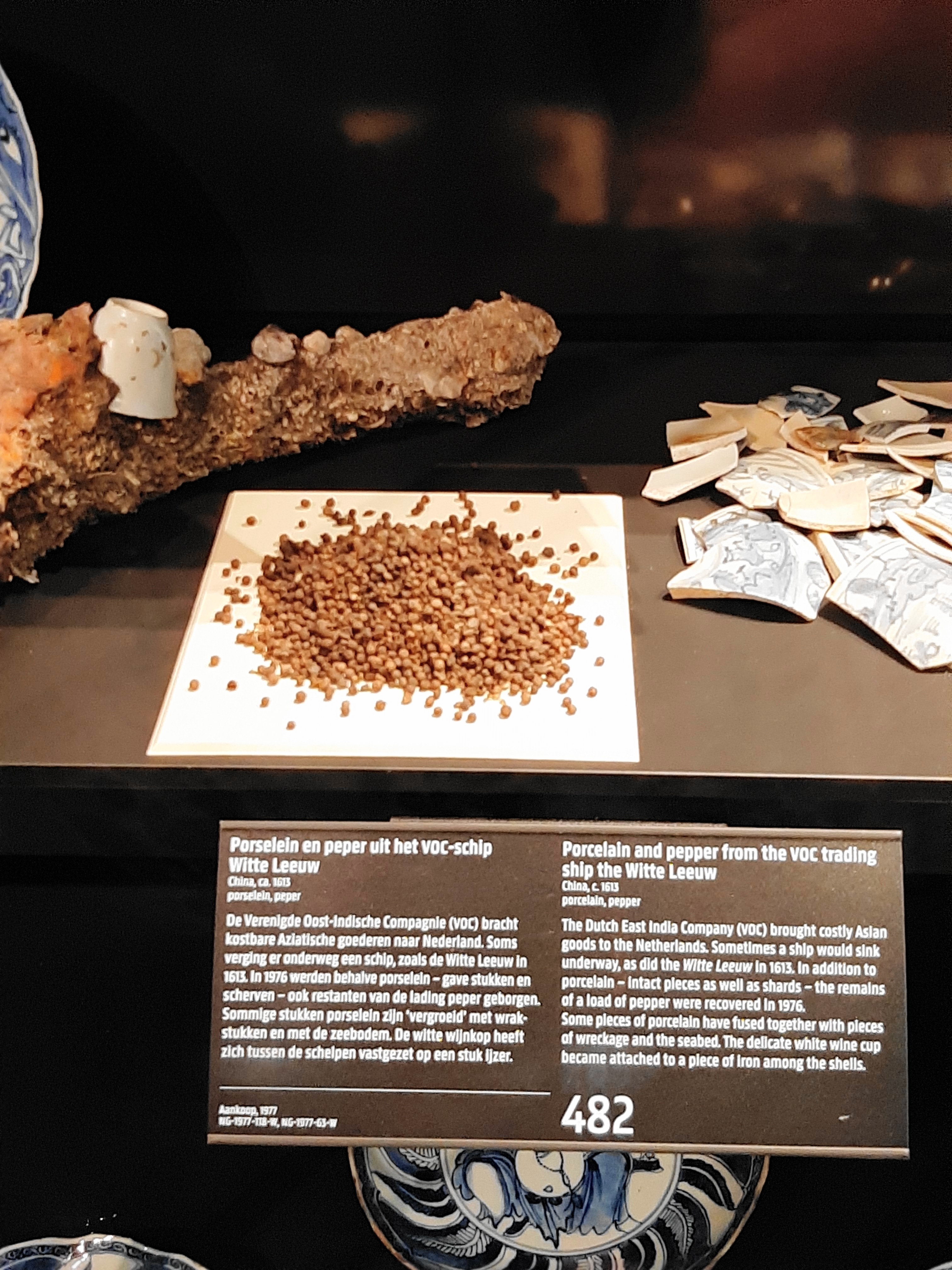
Tentoonstelling van vondsten uit het wrak van de Witte Leeuw in het Rijksmuseum.

In oktober 1610 was Lam terug in Bantam, waar hij het bevel kreeg op het schip Cleyne Son, een van de schepen die Cornelis Matelieff in Azië had achtergelaten, terwijl het merendeel van de vloot van Verhoeff terugkeerde naar de Republiek. Met de Cleyne Son voer Lam naar Ambon en Banda, en nam met de nieuw aangestelde gouverneur-generaal Pieter Both op diverse schepen deel aan eskaders die kruisten op Spaanse schepen. Lam keerde pas in januari 1613 terug naar Nederland, als commandeur van een retourvloot van vier schepen: 't Wapen van Amsterdam, de Vlissingen, de Bantam en de Witte Leeuw. Both had hem als lid van de Raad van Indië benoemd en schreef aan de Heren XVII: ‘Hebbe niettemin all vlijt voorgewent om hem noch een tijt bij mij te houden door sijn getrouwicheydt ende goet beleyt’. Onderweg sloten zich nog twee schepen bij de vloot aan: de Solomon (een schip van de EIC) en een particulier Engels schip, de Pearl. In juni 1613 verversten de schepen bij Sint-Helena. Bij het vertrek van daar bleef de Pearl nog even achter, en werd toen verrast door twee grote Portugese kraken, waardoor een groot deel van de bemanning en de watervoorraad op het eiland moesten worden achtergelaten. De Engelse koopman, Samuel Castleton, voer achter Lam aan en vroeg om hulp. Terwijl de Vlissingen verder zeilde keerde Lam met drie schepen om en viel de kraken aan. Het lukte echter niet ze te verschalken. De Witte Leeuw raakte in het gevecht in brand door een ontploft kanon, zodat het zonk. Ongeveer 50 opvarenden kwamen hierbij om het leven. De rest ging aan boord van de andere schepen, die nu ook de terugreis voortzetten. Lam keerde in oktober met de 't Wapen van Amsterdam in Nederland terug. De Bantam liep bij Texel alsnog aan de grond en werd door de branding uit elkaar geslagen. De Vlissingen was wel goed aangekomen. De Pearl en de Solomon keerden veilig in Engeland terug.
Het wrak van de Witte Leeuw werd in 1977 bij Sint-Helena door duikers gevonden. Het was geladen met peper en specerijen, maar ook met Ming porselein en allerlei andere goederen. Een aantal kanonnen en een deel van de lading werd geborgen, en is deels te zien in het Rijksmuseum. Het verlies van de kostbare lading leidde in 1617 tot een waarschuwing in de algemene instructies van de VOC aan uitvarende kooplieden. Zij moesten weliswaar proberen Spaanse en Portugese schepen te veroveren, maar 'sonder hare schepen al te onvoorsichtelijck te avonturen, of elkanderen onversiens eenige schade te doen, gelyck als Godt betert eens in de rescontre van de Witte Leeuw en andere schepen met de twee caracquen onder het eylandt van St. Helena gebeurt is.'

### Raad van Indië
Al in mei 1614 vertrok Lam als Raad van Indië opnieuw naar Azië, met de schepen ‘t Wapen van Amsterdam, de Engel van Delft en de Enckhuysen, en kwam na een lange en moeizame reis zonder de Enckhuysen, maar met de Walcheren, de Vlissingen en de Witte Beer, op 2 december 1615 in Bantam aan. De commandeur van de laatste drie schepen was evenals veel anderen onderweg overleden. Ook Pieter Reynst, de zoon van gouverneur-generaal Gerard Reynst, behoorde tot de doden. Hij overleed aan boord van de Witte Beer. Op 6 december ging Lam naar Jacatra. Daar trof hij Gerard Reynst ‘zeer kranck’ aan. Reynst overleed de volgende dag aan de ‘bloedganck’ (dysenterie) en werd op 8 december begraven.

### De verovering van Pulau Ai

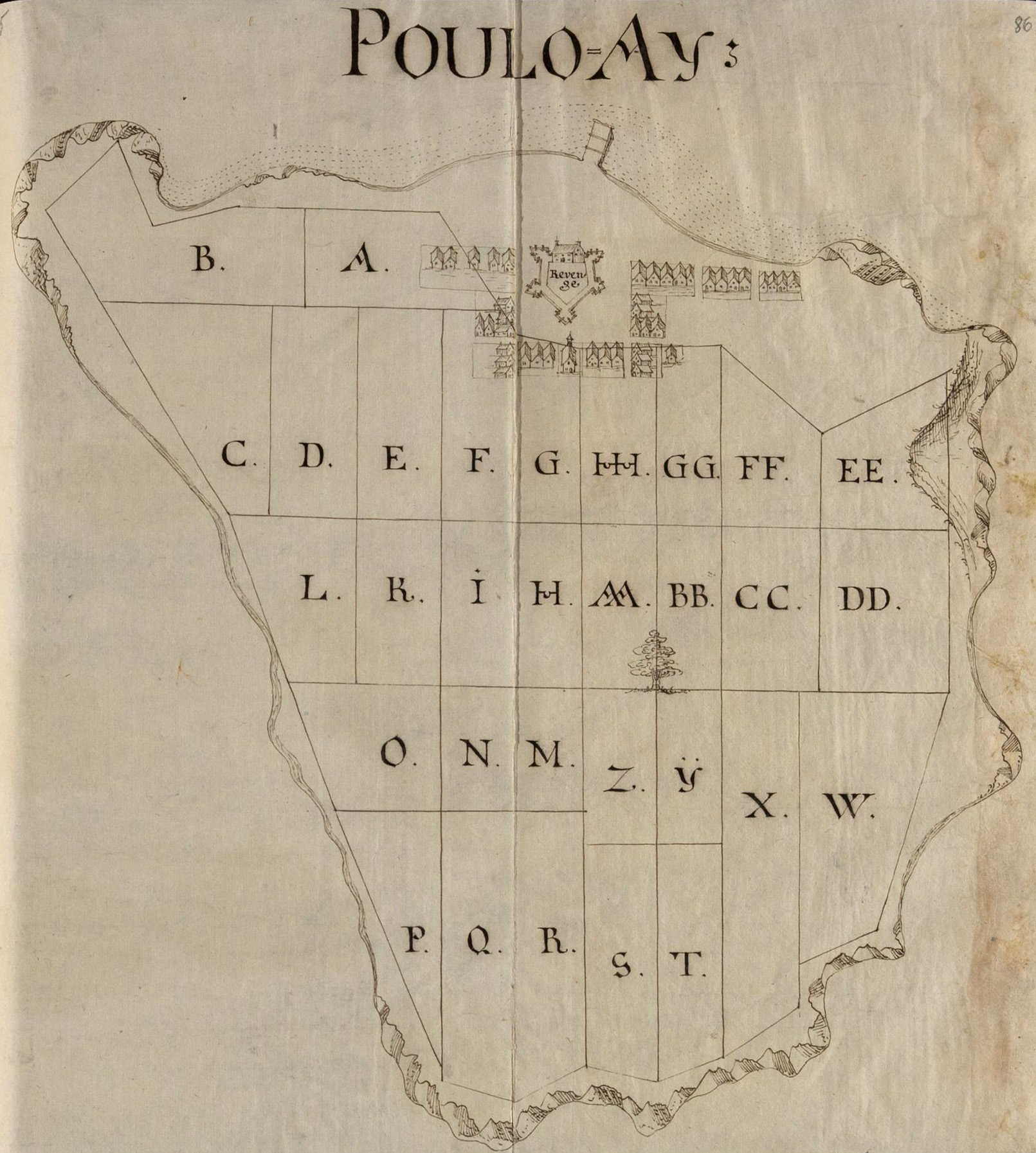
Kaart van Pulau Ai van Artus Gijsels uit 1635 met fort Revengie. Het eiland ingedeeld in perken voor de nootmuskaatteelt.

Intussen had men in Bantam vernomen van het plan van John Jourdain, hoofd van de Engelse factorij daar, om met de schepen Swan en Defence nogmaals te proberen de handel voor de Engelsen op de Banda-eilanden Pulau Ai en Pulau Run nieuw leven in te blazen, ondanks de handelsverdragen die de VOC daar had gesloten. Jourdain kreeg van Jan Pieterszoon Coen (toen boekhouder-generaal en hoofd in Bantam) een 'insinuatie' dat Engelse schepen die in de specerijeilanden werden aangetroffen vijandig zouden worden bejegend. Lam, die in januari 1616 met 't Wapen van Amsterdam en de Vlissingen in Ambon was aangekomen, werd naar Pulau Ai gezonden om het eiland voor de Compagnie te veroveren. Nu niet met een 'vliegend assault', zoals bij de mislukte aanval door Gerard Reynst in 1615, maar 'met belegeringe omme dat eylant geheel te incorporeren'. Lam moest de vijand 'op den hals springhen', en hem geen tijd gunnen om zich voor te bereiden zoals in 1615 gebeurd was.
Onderweg lichtte hij het garnizoen van fort Henricus in Solor (onder Willem Jansz) en nam het mee ter versterking van de aanval. Met een vloot van negen schepen voer hij naar Pulau Ai. Onderweg trof hij vier Engelse schepen aan die een delegatie van Pulau Ai die in Engeland op bezoek was geweest terugbrachten naar hun eiland. De schepen versperden in eerste instantie de weg, maar bleken onder leiding te staan van Lams oude bekende Samuel Castleton. Toen deze ontdekte dat de Nederlandse bevelhebber Jan Dircksz. Lam was, bood hij tegen de zin van zijn scheepsraad aan om zich verder afzijdig te houden, onder voorwaarde dat Pulau Run buiten het VOC-monopolie bleef en de Engelse koopman Richard Hunt op Pulau Ai mocht blijven. Lam accepteerde dat aanbod. In maart 1616 bij Pulau Ai aangekomen bevond Lam het eiland 'een cleyn paradys van vruchten ende schoonheyt; is groot twee mylen in 't ronde, maer en heeft geen reede om schepen te ligghen.' De bewoners hesen de Engelse vlag en schoten vanaf de rotsen op de schepen, zonder die echter te beschadigen.
Lam zette zijn troepen, ongeveer 800 man, waaronder 23 Japanse samoerai, aan land, en veroverde het eiland in april ten koste van 7 doden aan zijn kant en 16 aan de andere, 'voor soovele ze by d'onsen gevonden syn'. Een vaandrig, Myroode, werd doodgeschoten toen hij zich blootgaf om verwensingen te roepen naar een overloper, Ooghjen van Haarlem genaamd. De meeste verdedigers waren bij het gestadig oprukken van de aanvallers uit hun stellingen gevlucht en met hun vrouwen en kinderen in prauwen naar Run en Lontor gevaren. Later bleek dat 400 mensen hierbij waren verdronken, waarschijnlijk door te volle boten in combinatie met slecht weer. 'Dus syn dese cloeckmoedighe Bandanezen gevlucht, die de geheele Indien erdoor bekent en geroempt waeren voor de clouckste backeleyers, gelyck sy oock waeren op haere wijze; maer en hadden geen verstant van halve cartouwen te verwachten.'
Lam bouwde op Pulau Ai fort Revengie, zo genoemd vanwege de nederlaag die Reynst er het jaar daarvoor had geleden. Het 'fort in calck ende steen op Puloway' werd versterkt met het geschut van het schip Oudt Zeelant dat versleten was. Het kreeg een garnizoen van 150 man onder luitenant-gouverneur Adriaen van der Dussen, die de aanval geleid had. Omdat veel inwoners gevlucht waren werden door Laurens Reael honderden mensen van andere eilanden, waaronder de radja van Siau en zijn familie en onderdanen, aan land gebracht om het te 'peupleren'. Lam hoopte de militaire investering in de verovering van Pulau Ai goed te kunnen maken met een zending van muskaatnoten en foeli met de Hoorn, 'tot soulagement van d'extreme lasten', maar Coen was er niet tevreden mee. Hij vond de prijs van de foeli te hoog.

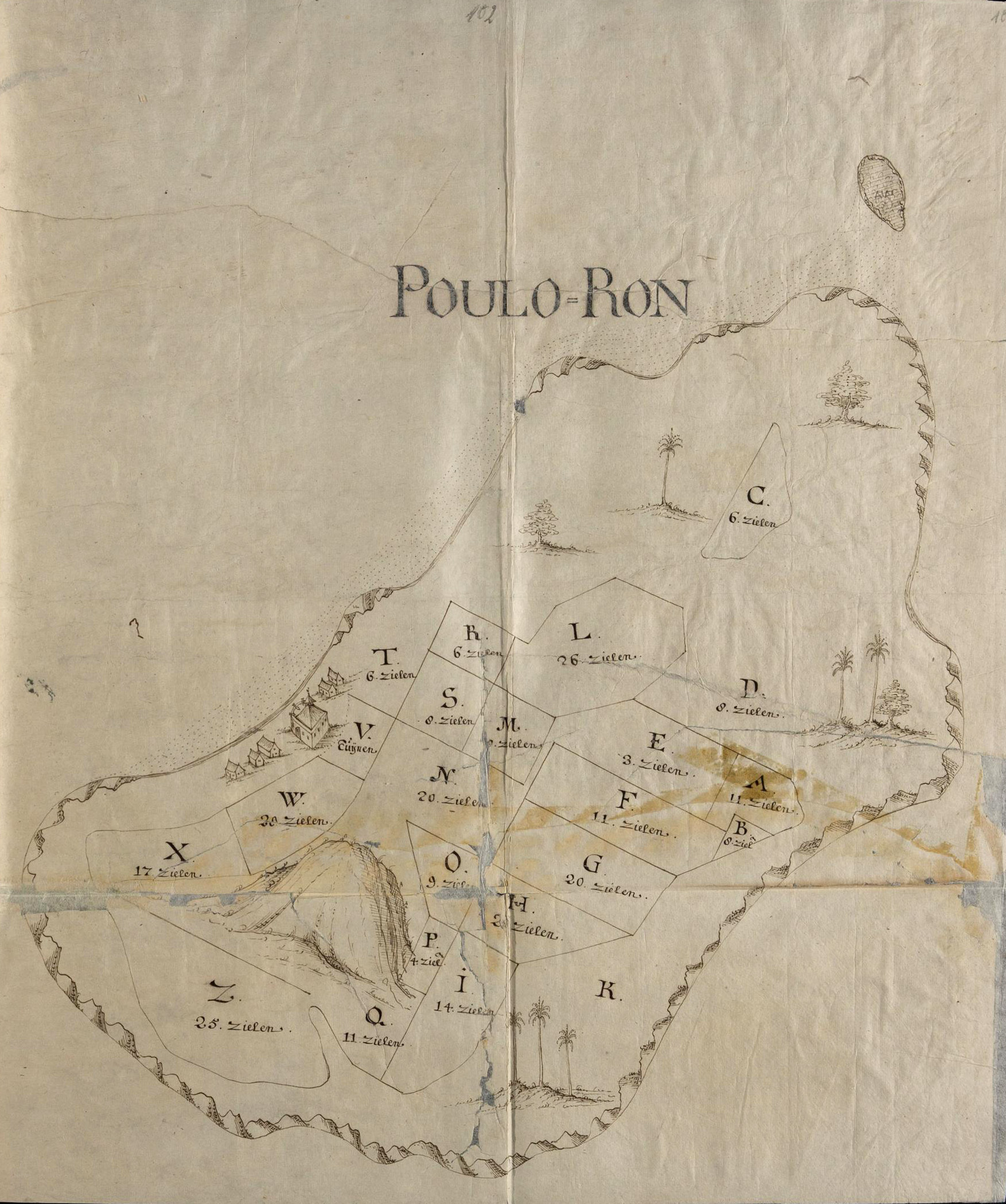
Pulau Run. Kaart van Artus Gijsels uit 1635.

Op 3 mei sloot Lam een vredes- en handelsverdrag ter hernieuwing van de in 1602 door Wolfert Harmensz gesloten, en in 1605 door Steven van der Hagen bevestigde verdragen. Het verdrag werd ondertekend door de orang kaja’s (inheemse hoofden) van Ai, Run, Lontor, Rozengain en Neira. Veel effect had het niet, want enkele maanden later werden meerdere Nederlanders doodgeslagen, en bij aankomst in december van Nathaniel Courthope met de Swan en de Defence stelden de orang kaja’s van Ai en Run zich alsnog onder de Engelse koning Jacobus I, en beloofden alle foelie en nootmuskaat voortaan aan de Engelsen te leveren. Courthope en zijn mannen bouwden op Run een fort en versterkten het met scheepsgeschut. Toen zij betrekkingen aanknoopten met Lontor probeerde Lam met 580 man in juni 1618 ook dat eiland te veroveren, maar hij moest zich terugtrekken vanwege de onneembare steile rotskust van het eiland. 'De Orangkajas te Lontor hebben al hun huizen met steenen muren rondom bewald, zoodat elk huis een fortje is', schreef Van der Hagen. Coen schreef: 'Sy sijn op’t geberchte onder de stadtsmueren geweest, dan al soo geen gereetschap hadden omme de mueren te breecken, noch leeren om die te beclimmen, sijn se met 10 gequetsten (waervan 3 gestorven sijn) wedergekeert, en dat voornemelijk vermits geen water hadden, het volck van dorst wilde smachten'.

### De aanval op Manilla

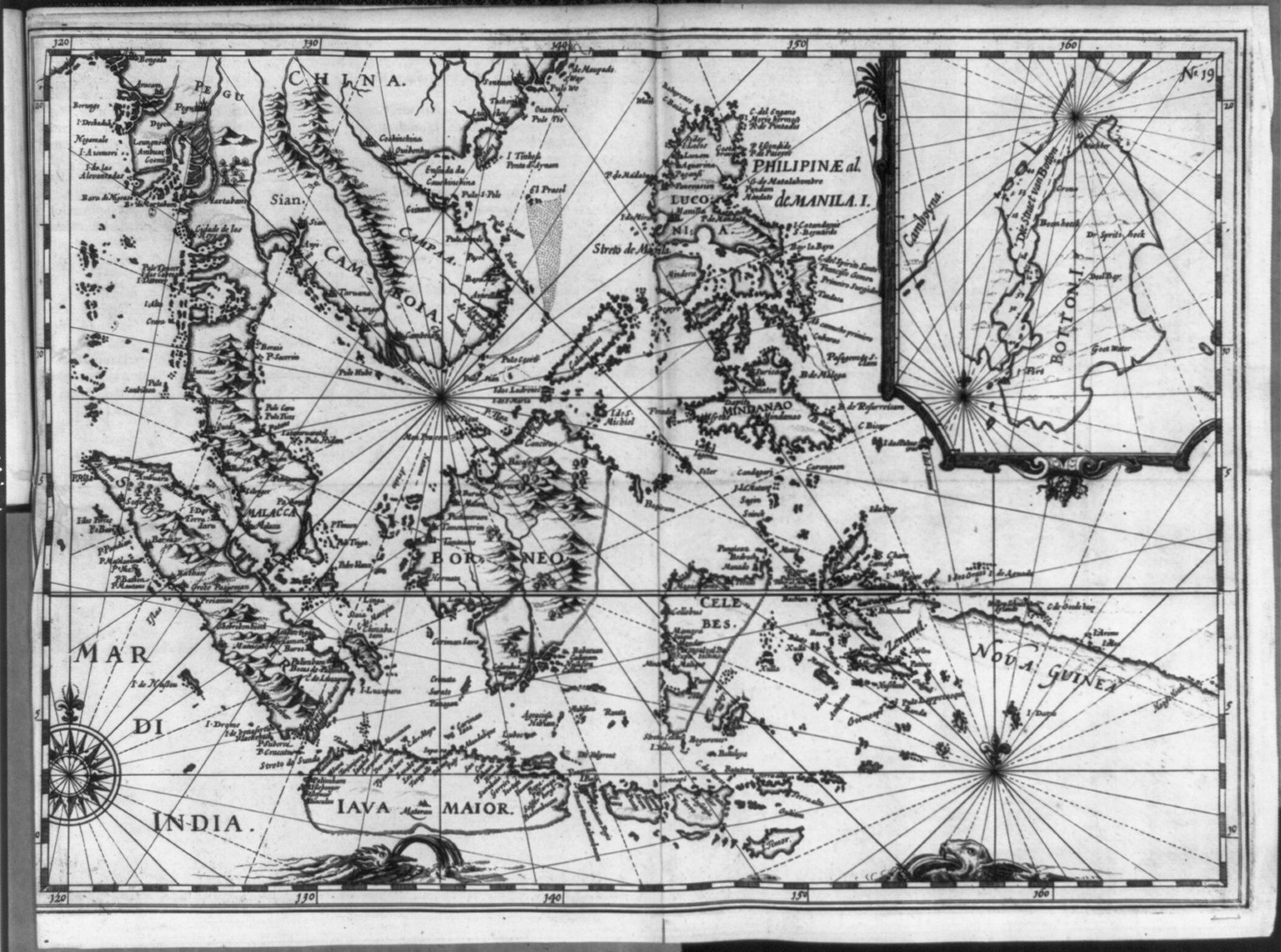
Kaart van Zuid-Oost Azië en de Filipijnen van ca. 1619.

Na de verovering van Pulau Ai teruggekeerd in Ternate was daar ook gearriveerd de vloot van Joris van Spilbergen die om de wereld was gevaren, en die van Van der Hagen, die terug kwam van een aanval op Malakka. 'Soo sijn daer 16 heerlijcke schepen by den andren geweest', aldus Coen aan de Heren XVII. Hier werd in juni 1616 in de Raad van Indië Laurens Reael als opvolger van de in december overleden Gerard Reynst als gouverneur-generaal gekozen. Tegelijkertijd werd Lam benoemd als bevelhebber van een vloot van 10 schepen (de Oude Zon en de Nieuwe Zon, de Oude Maen en de Nieuwe Maen, de Rode (of Hollandsche) Leeuw, de Engel van Delft, de Aeolus, de Vere, de Vlissingen en de Ceylon) die Manilla moest veroveren. Zijn benoeming gebeurde 'ter lieffde van’t gemeene beste', en 'met gemeen advijs van de cappiteynen ende andre presente raden, soo crijgsraden als andre', omdat volgens Coen 'op alle tochten, over alle vlooten, ende in alle saecken van gewichte, een overhooft van autoriteyt ende respect moet wesen, ofte het sal niet dan by geval wel connen gaen'.

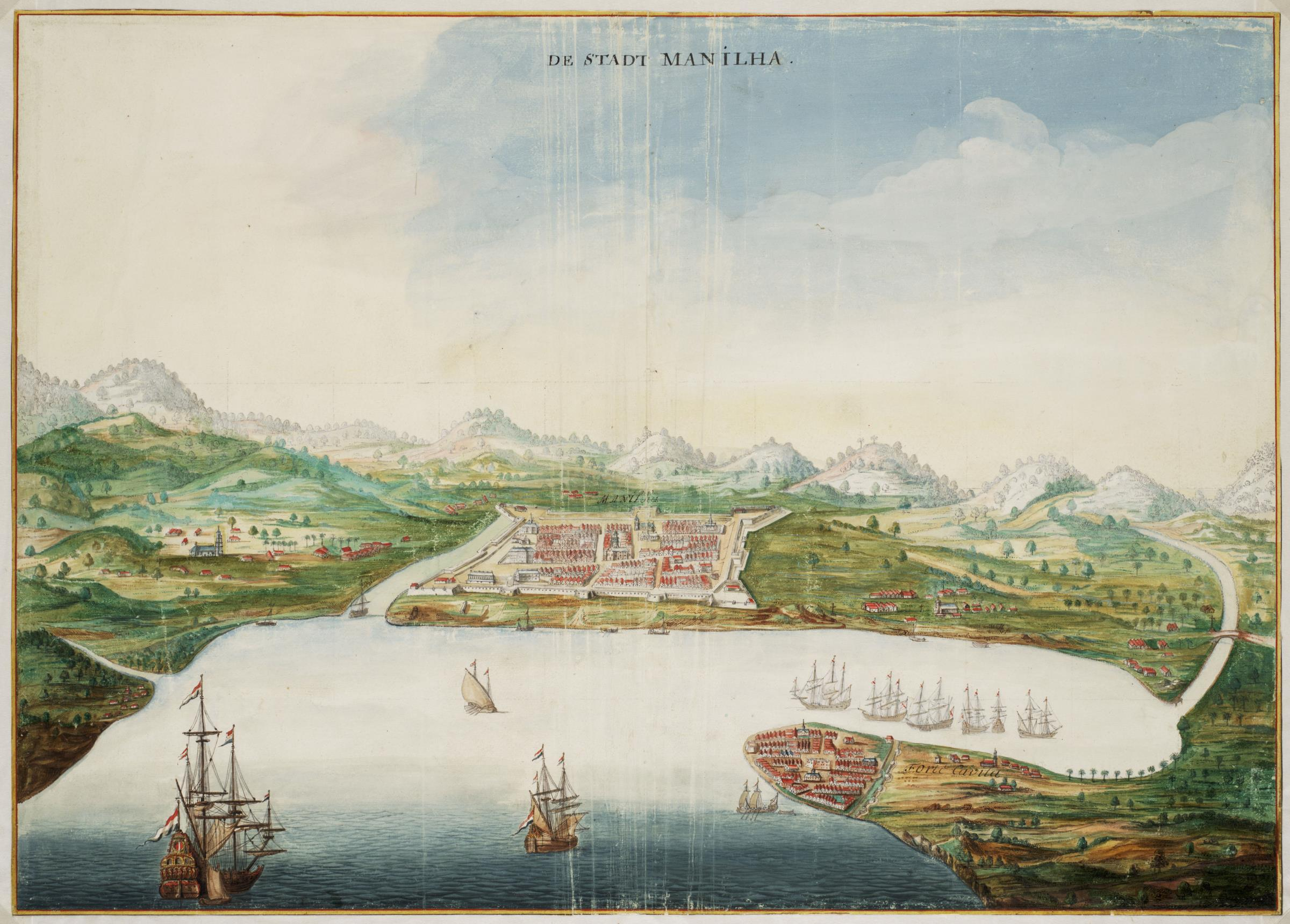
Manilla ca. 1665.

Lam vertrok in september op het vlaggenschip Nieuwe Zon. Rond de Filipijnen werden vaarwegen geblokkeerd en Chinese jonken gekaapt. Enkele landingen werden uitgevoerd op Mindoro, maar men vond daar slechts door de inwoners verlaten dorpen. Omdat de vloot door deze activiteiten verspreid raakte had Lam nog maar zes schepen over toen hij in april 1617 bij de Islas Hermanas-eilanden werd aangevallen door een grote Spaanse vloot. Deze werd desondanks begroet 'met blijschap, sijnde sulcken couragie onder tvolck van de minste tot de meeste over de geheele vloot dat ick achte diergelijcke voor desen niet veel gesien te sijn', schreef Lam later. Het gevecht verliep echter niet gunstig. Terwijl 'van wederszijden zeer furieus en schrikkelijk werd gevochten, zoodat het zich liet aanzien alsof hemel en aarde zouden vergaan' werd de Nieuwe Zon, ingeklemd tussen twee Spaanse galjoenen, tot zinken gebracht, waarna Lam en zijn bemanning gered konden worden door de Oude Zon. Ook de Vere ging ten onder, en de Aeolus, ook ingeklemd, vloog de lucht in samen met de twee Spaanse schepen. Naar later werd gezegd omdat schipper Job Cornelisz. van Zierikzee de brand in de kruitkamer had gestoken toen de strijd hopeloos werd. Hij en 47 anderen werden gered. De Engel was bij dit alles volgens Lam 'schandelijcken gaan lopen'. De schipper en de koopman van dit schip zouden later in Batavia aangeklaagd worden. Ongeveer 280 Nederlanders sneuvelden in deze zeeslag. De Engelsen in Bantam waren verheugd over de nederlaag van 'John Derickson Lambar'. Anderzijds was door de buitgemaakte goederen 'de schade wel rijkelijk betaald' volgens Coen. De waarde van de buit werd op anderhalf miljoen gulden geschat. Lam schreef in oktober 1617 vanuit Hirado een uitgebreid verslag aan de Heren XVII, 'omme alle calumnie soo veel doenelijck voor te coomen; also mijne Ed. heeren wel weeten dat sodanige besongnes lichtelijck zijn te berispen, maer niet wel te verbeteren'.
Op de terugtocht met de Oude Zon en andere overgebleven schepen moest Lam door tegenwind gehinderd uitwijken richting Macau, waar hij twee andere VOC-schepen aantrof, de Zwarte Leeuw en de Galiasse, die tevergeefs op jacht waren geweest naar de jaarlijkse Spaanse kraak van Macau naar Japan. Van Macau bereikte Lam in juli Hirado, waar hij herenigd werd met de Vlissingen en de Rode Leeuw onder Jan Rosengeyn. In de factorij van Hirado nam hij Jacques Specx voor 2 jaar opnieuw in dienst van de VOC, tegen de wens van Coen, die vond dat Specx de boekhouding niet goed bijhield. In januari 1618 ging Lam met de Vlissingen naar de Molukken 'met alderley nootlijckheden ende in Jappans silver de waerdie van 104.500 reaelen, beloopende te samen ƒ350.430—7—9', en was in maart met Laurens Reaal en Steven van der Hagen bij Ambon. In juni ondernam hij nog de mislukte aanval op Lontor.

### Gouverneur van de Molukken

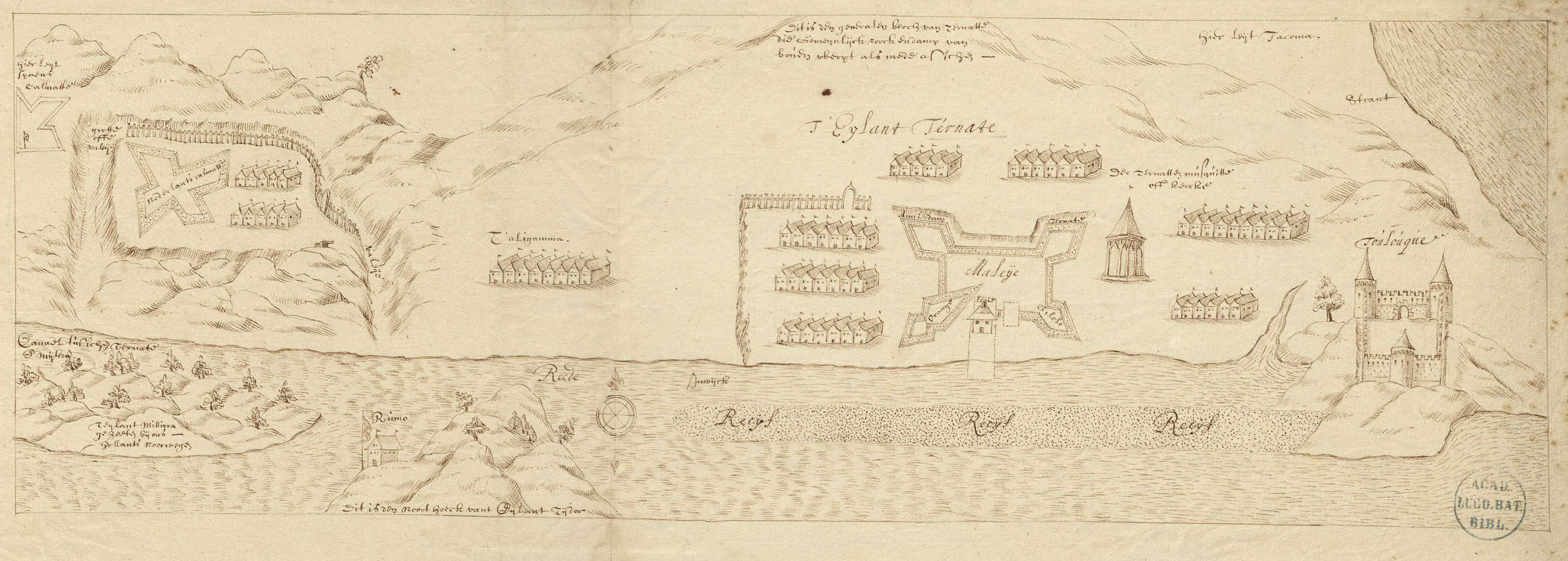
De forten Calimatte, Toulouque en Maleije (later Fort Oranje) op Ternate, ca. 1628.

In juni 1617 was Lam in afwachting van zijn terugkomst van de Filipijnen door Laurens Reael tot gouverneur van de Molukken benoemd. Lams voorganger Gijsbrecht van Vianen was gouverneur van de Molukken, Ambon en Banda geweest, maar Reael vond dat te veelomvattend. Tegelijkertijd benoemde hij daarom Steven van der Hagen tot gouverneur van Ambon en Banda. In november 1618 kwam Lam in Ternate aan en begon zijn gouverneurschap, 'waer inne mij ter eeren Goodes, welstant vant vaderlant, prouffyt en dyenste van Compangnie alsoo verhope te dragen, dat mynne EEs daer aen een welgevallen sullen hebben'. Hij liet onder andere Fort Calimatte versterken, waar veel kruidnagels groeiden en dat de weg afsloot tussen het Spaanse fort in Gamalama en Fort Oranje.
4 februari 1619 verscheen Jan Pieterszoon Coen in Ambon met de Oude Zon en andere schepen. Fort Jacatra was aangevallen door een grote Engelse vloot onder Thomas Dale en een landleger van de pangeran van Jacatra, en Coen kwam hulp halen om het fort te ontzetten. Coen slaagde er met moeite in iedereen te overtuigen de Engelsen aan te vallen. Vermoedelijk was Lam een van de weifelaars. Hij bleef achter toen Coen in april met 16 schepen terug voer naar Jacatra.

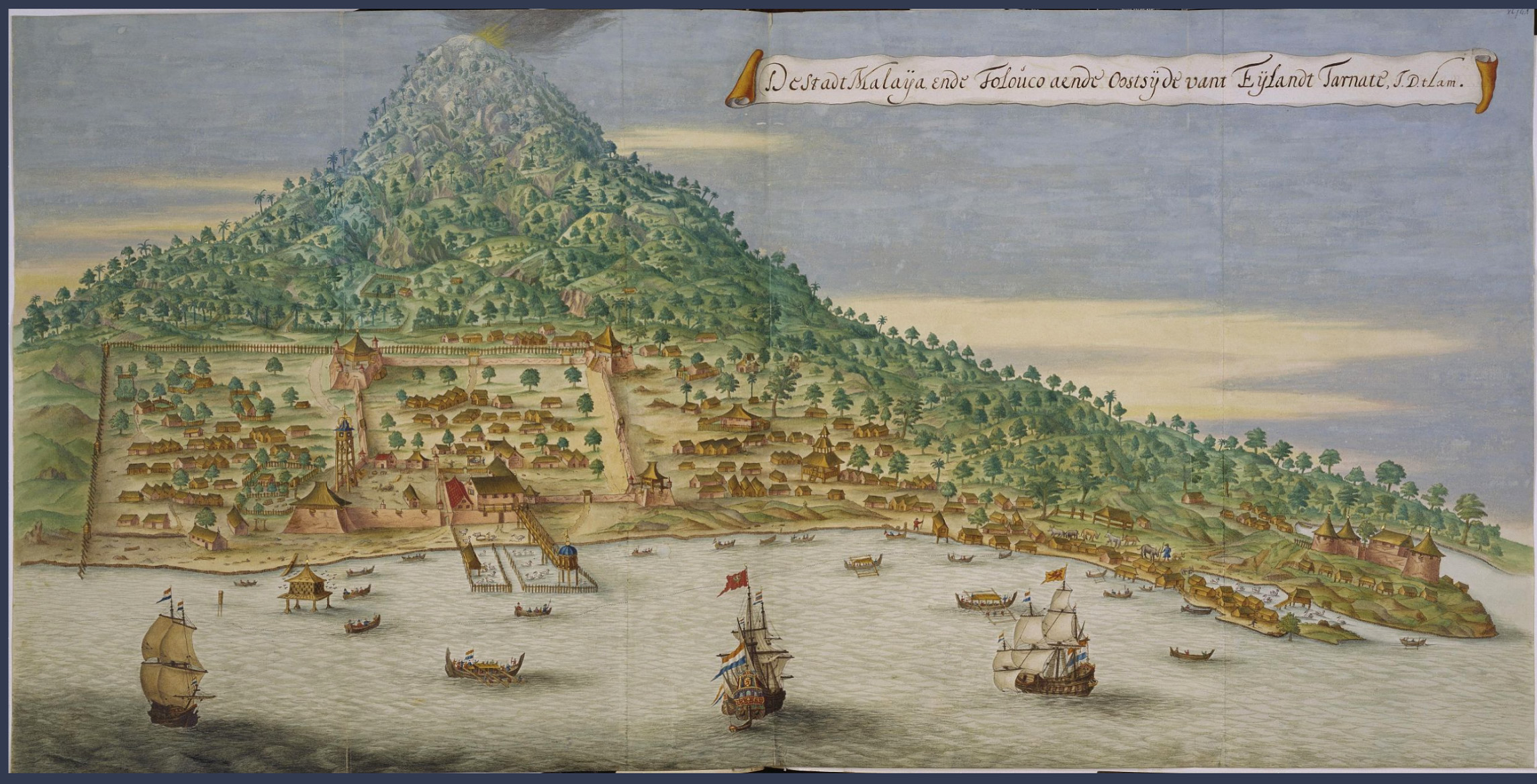
Malaija en Tolouco op Ternate. Aquarel van Johannes Vingboons naar een schets van Jan Dircksz Lam.

Na de verovering van Banda in 1621 werd Lam in juni van dat jaar door Coen, 'zijnne verlossing eernstlijck versocht' hebbende, vervangen door Frederik de Houtman. Nadien werd wel gezegd dat hij volgens Coen te welwillend was geweest tegenover de Engelsen en de Ternatanen (de laatsten in hun strijd met de Tidorezen en de Spanjaarden). Ook was hij met Laurens Reael, Steven van der Hagen en Artus Gijsels kritisch over het beleid om inheemse handelaren te weren uit de Molukken en Banda. Dat beleid diende om te voorkomen dat die handelaren voor hun waren, waaronder ook voedsel, betaald zouden worden met specerijen, waarop de VOC monopolierechten had. Volgens critici was de VOC niet in staat die waren in voldoende mate voor dezelfde prijs te leveren. Tot 17 november woonde Lam de vergaderingen van de Raad van Indië in Jacatra bij en keerde toen als commandeur van een retourvloot van twee schepen, de Hollandia en de Middelburg, terug naar Nederland. Hij werd daarvoor in september 1622 beloond met de gebruikelijke gouden ketting met penning ter waarde van 500 gulden en een extra beloning voor bewezen diensten van 2000 gulden.

## In dienst bij de WIC

### Het 'Groot Desseyn'

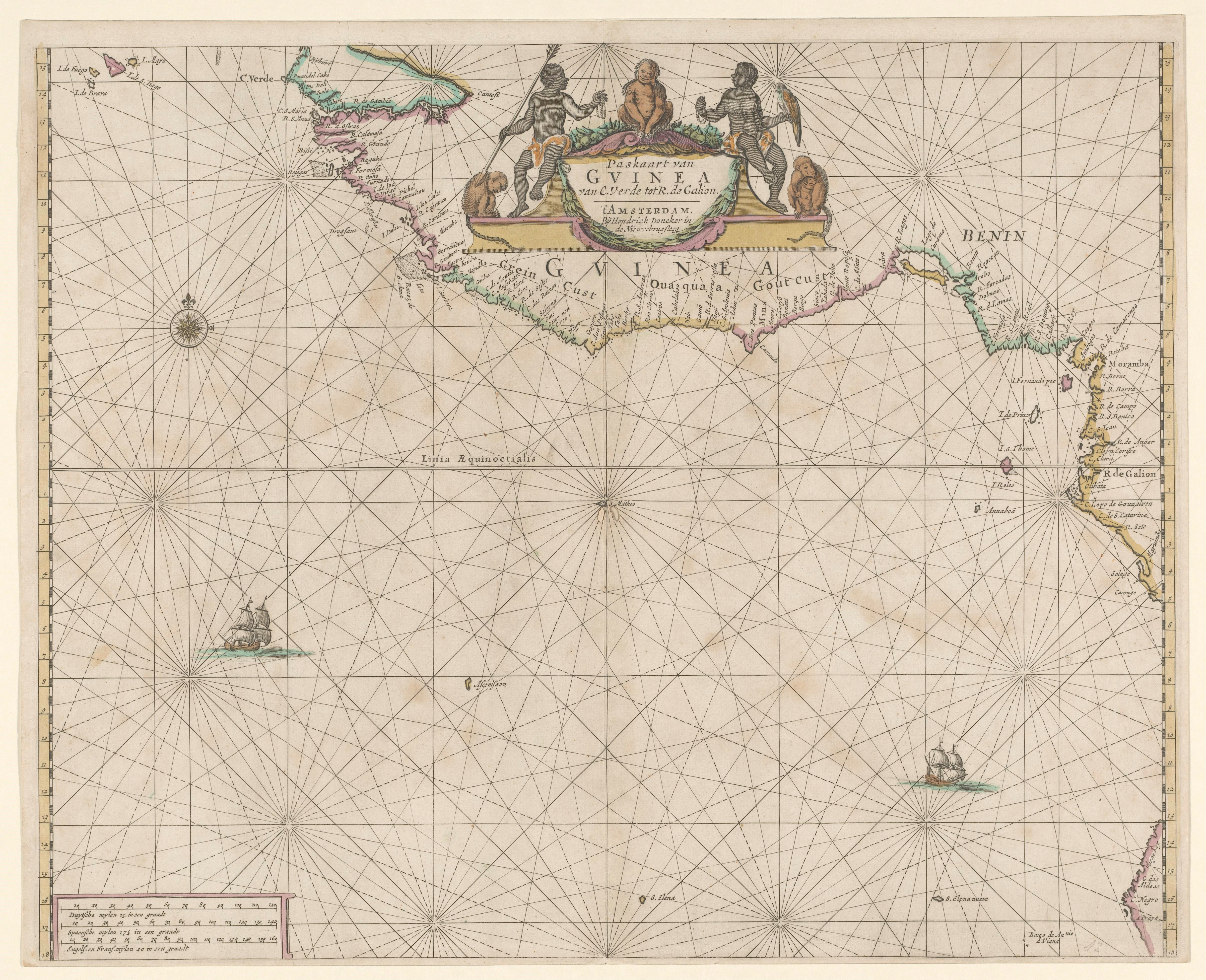
Kaart van de Goudkust van rond 1650. Alleen de kust is bekend.

In 1624 besloot Lam dienst te nemen bij de na afloop van het Twaalfjarig Bestand opgerichte WIC. De bewindhebbers daarvan stelden eind 1623 een ‘Groot Desseyn’ op, een plan voor een grote aanval op Zuid-Amerika, ‘ten reguarde van de groote voordelen en inkomsten die de koninck van Spagnien daerdoor quam te missen’. Het ging om een aanval op Spaanse eilanden, schepen en zilvervloten in het Caribisch gebied en op het grootste suiker producerende land ter wereld, Brazilië, met talloze plantages en ruim 350 suikermolens. Onderdeel van het plan waren ook aanvallen op Portugese bezittingen op de westkust van Afrika. Sao Paulo de Luanda in Angola moest veroverd worden om de aanvoer van slaven voor de suikerplantages en de zilvermijnen in Peru te stoppen, en Fort Elmina aan de Goudkust moest veroverd worden om de handel in goud en ivoor in handen te krijgen.
West-Afrika was geen nieuw terrein voor de Nederlanders. Tussen 1593 en 1609 voeren meer dan tweehonderd schepen uit de Republiek naar West-Afrika, waarbij textiel, ijzerwaren en andere gebruiksvoorwerpen geruild werden voor goud en ivoor. Na 1609 beschouwden de Portugezen de Nederlandse aanwezigheid aan de Goudkust als strijdig met het toen gesloten Twaalfjarig Bestand, en voerden zij met galeien aanvallen uit op de Nederlandse koopvaarders. Op het verzoek van de koopvaarders en dat van de vorst van het koninkrijk Asebu, die twee gezanten naar de Republiek had gestuurd, gaf de Staten-Generaal in 1611 de Admiraliteit van Amsterdam opdracht een oorlogsvloot naar Asebu te zenden en daar een fort te bouwen. Een eskader van vier schepen onder Jacob Adriaensz. Clantius stichtte in 1612 Fort Nassau, van waaruit de Nederlandse handelsbelangen konden worden verdedigd.
In mei 1624 veroverde een vloot van 27 schepen onder Jacob Willekens de Braziliaanse havenstad Salvador de Bahia. Toen hij echter met een rijke buit teruggekeerd was naar de Republiek werd de stad weer heroverd door een vloot uit Spanje van 52 schepen en meer dan 12000 man onder Don Fadrique de Toledo y Osorio.
Wilkens’ viceadmiraal, Piet Hein, was met een deel van de vloot naar Luanda gevaren maar bevond die stad zo sterk verdedigd dat hij na enkele schermutselingen weer vertrok. Hiermee was de eerste fase van het groot desseyn mislukt.

### De expeditie naar Elmina

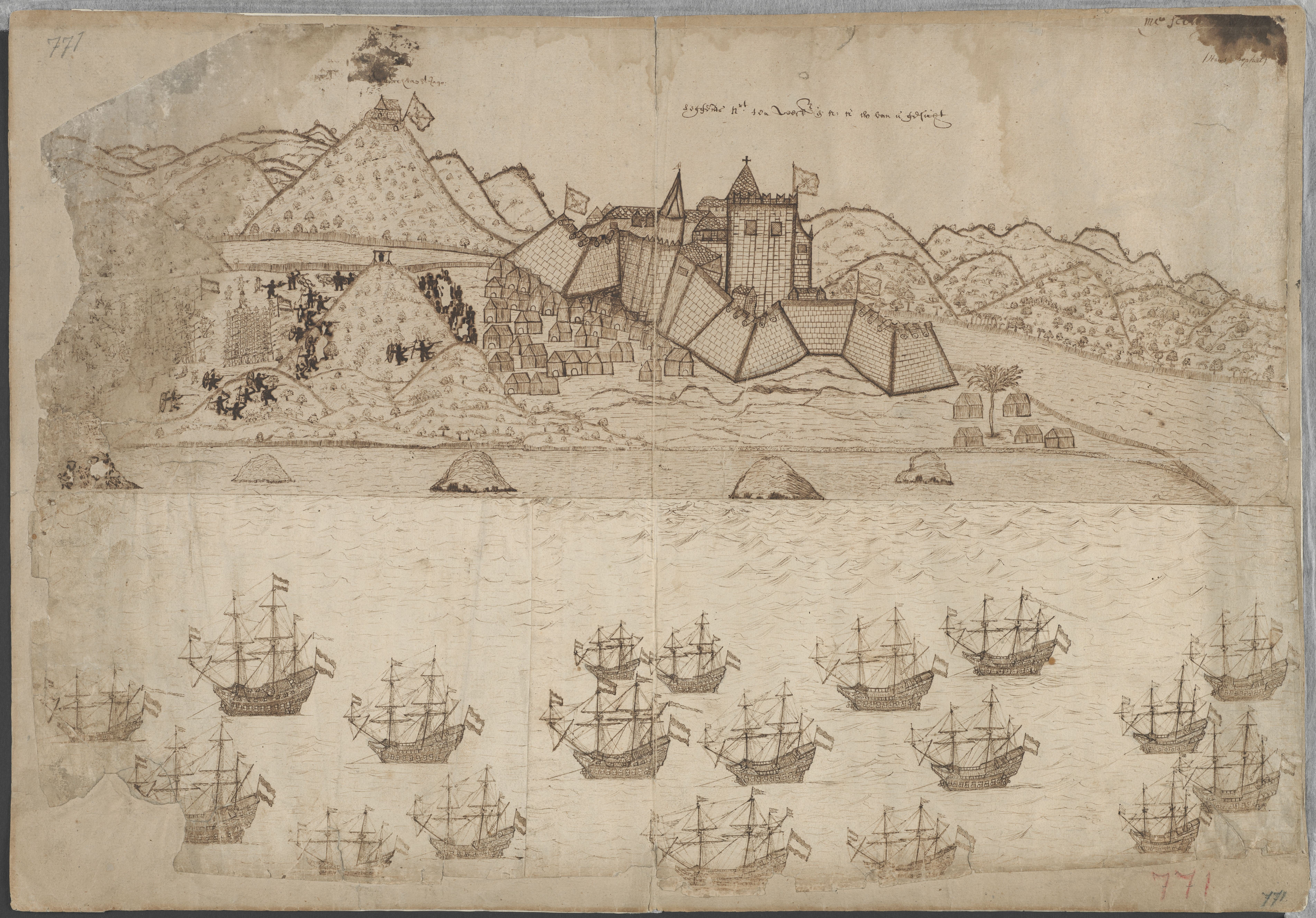
De vloot van Jan Dircksz. Lam bij Elmina en het gevecht aan de wal.

In de tweede fase van het groot desseyn voer een vloot van 41 schepen in maart 1625 de Atlantische Oceaan over om Salvador de Bahia te versterken en daarna zowel doelen in het Caribisch gebied als in West-Afrika aan te vallen. De algehele leiding van de expeditie lag bij de WIC-bewindhebber en burgemeester van Edam Boudewijn Hendricksz, die ‘generaal ende opperhoofd’ genoemd werd. De vloot bestond uit twee delen, onder bevel van de admiraals Jan Dircksz. Lam en Andries Veron, bij wie de maritieme en militaire leiding berustte. Lam vertrok later dan de rest en ondervond ook daarna veel vertraging door stormen op de Noordzee. Hij arriveerde pas in juni met drie schepen (de Hollantsche Thuijn, de Neptunus en de Oranigienboom) via de Kaapverdische Eilanden bij Sierra Leone, om van daar de oversteek naar Brazilië te maken.

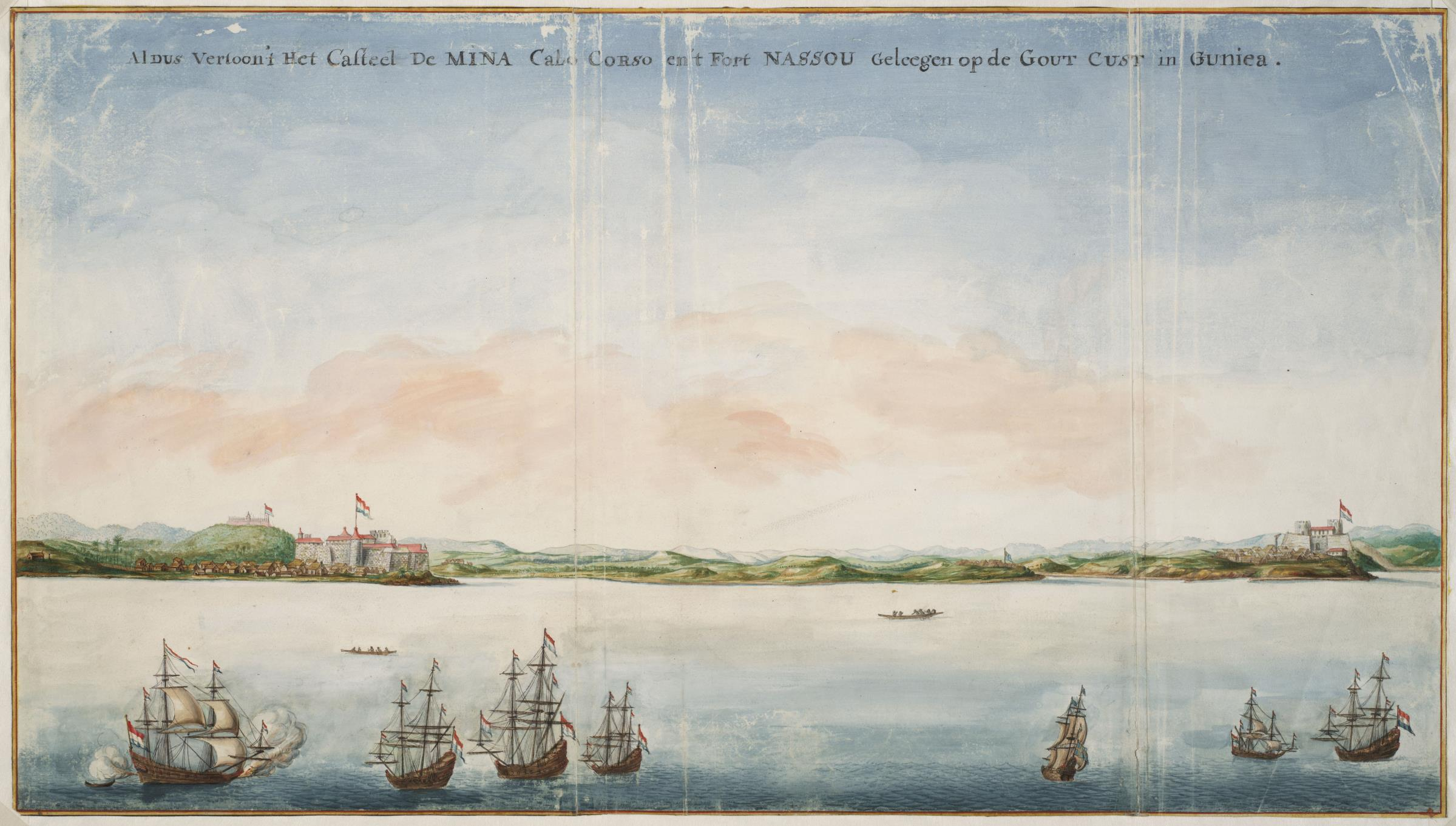
Fort Elmina en Fort Nassau in 1665.

In mei had de rest van de vloot al geconstateerd dat Salvador heroverd en bezet was door een grote Spaans-Portugese strijdmacht. In plaats daarvan werd San Juan in Puerto Rico aangevallen, maar na een beleg van een maand moest ook dat worden opgegeven. Veron was intussen met twaalf schepen naar de Goudkust vertrokken voor de aanval op Elmina. Hendricksz zocht vanaf november nog tevergeefs naar een zilvervloot in de buurt van Cuba, maar overleed toen plotseling. Zijn opvolger Adriaen Claesz. zou uiteindelijk in juli 1626 onverrichter zake terugkeren naar de Republiek. Veron arriveerde eind augustus met zijn schepen bij Sierra Leone, en werd daar bij toeval herenigd met Lam. Verons schepen waren de Haerlem, Swarte Leeuw, Middelburgh, Hoope, Arnemuijden, Speramunde, Engel Gabriël, Omlandia, Dolphijn en de jachten Postpaert, Zeepaert en Ouwe Vaertgen. De vloot bestond nu dus uit 15 schepen, met nog zo’n 16 à 1700 man aan boord. Enkele honderden waren onderweg gestorven aan ziektes. Vlak voor de aanval op Elmina arriveerden nog twee schepen en twee jachten met 150 inheemse soldaten onder Arent Jacobsen van Amersfoort uit Fort Nassau.

### De aanval op het fort

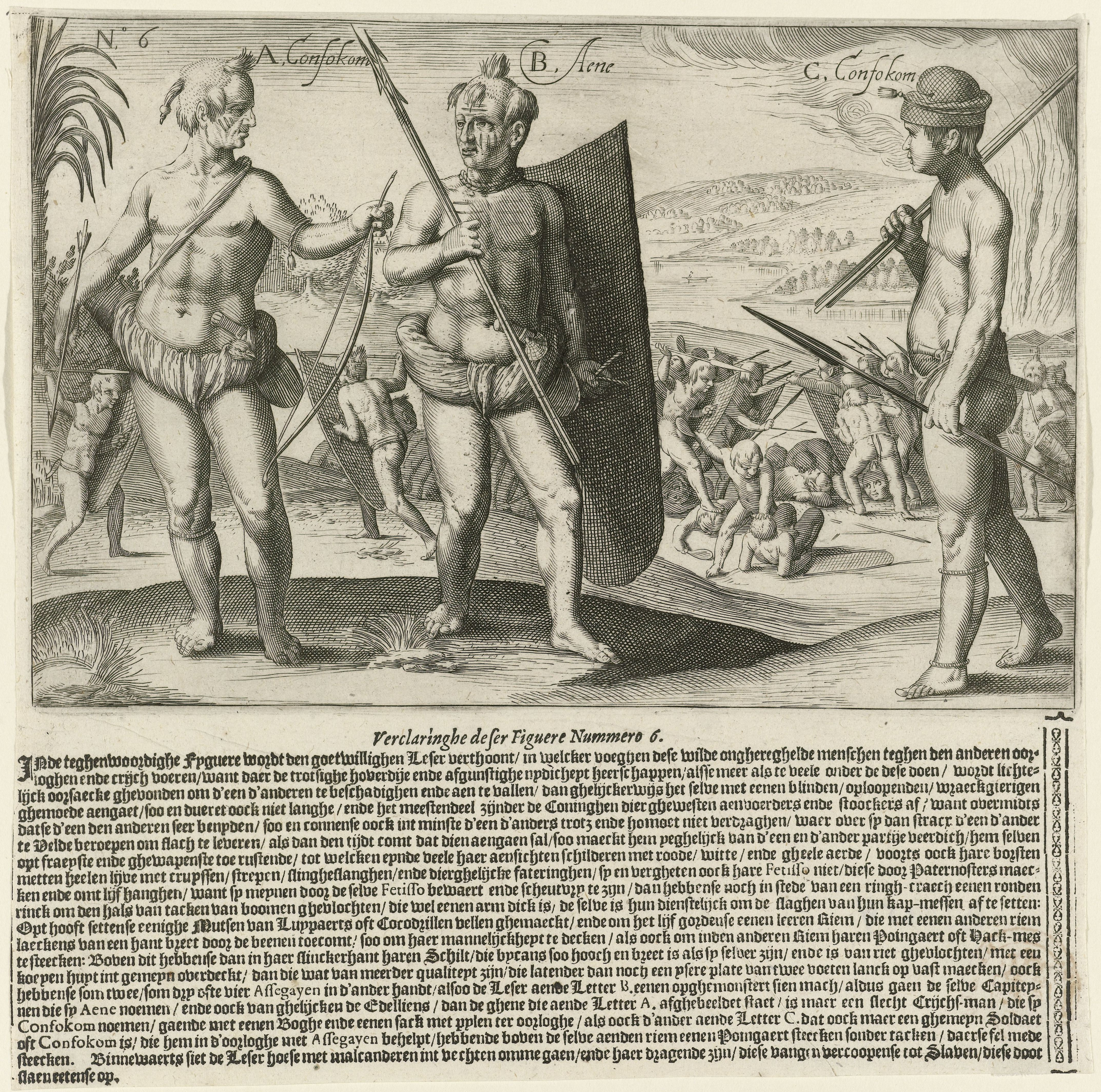
Afrikaanse krijgers van de Goudkust eren hun god Fetisso.

Besloten werd om de krijgsmacht te verdelen in acht compagnieën van ieder 150 man. Terwijl de troepen op 25 oktober onder leiding van Veron bij het dorp Komenda met sloepen aan land gingen bombardeerden vier grote schepen, de Haerlem, Omlandia, Speramunde en Oranigienboom, Fort Elmina. De jachten bombardeerden een batterij kanonnen die de Portugezen inmiddels in Komenda hadden opgericht. Lam coőrdineerde de hele operatie vanaf het vlaggenschip Hollantsche Thuijn. Hij had echter verzuimd om steun van lokale bondgenoten te verzekeren, wat de operatie fataal werd. Op 26 oktober liepen de troepen langs de kust van Komenda naar Elmina, ongeveer 13 kilometer verderop. Een lange mars in de tropenzon, die veel krachten kostte. Ze hielden halt net buiten schootsafstand van het fort, op het strand achter een heuvel, waar ze de wapens aflegden en dachten uit te kunnen rusten. Waarop ze werden overvallen door honderden strijders van Afrikaanse bondgenoten van de Portugezen. Velen vluchtten de zee in en verdronken. Anderen werd ‘als hoenderen de cop aff geslagen’. In totaal vonden 441 mannen de dood, 350 soldaten en 66 matrozen van de vloot, en nog 25 man van Arent Jacobsen. Ook Veron was onder de doden. Jacobsen werd zwaargewond weggedragen. De Afrikanen stopten de afgehakte hoofden in zakken en brachten ze naar Fort Elmina, waar de Portugese gouverneur op ieder afgehakt hoofd een beloning had gezet. De overlevenden vluchtten terug naar Komenda, waar ze werden opgepikt door de schepen.

### De terugtocht

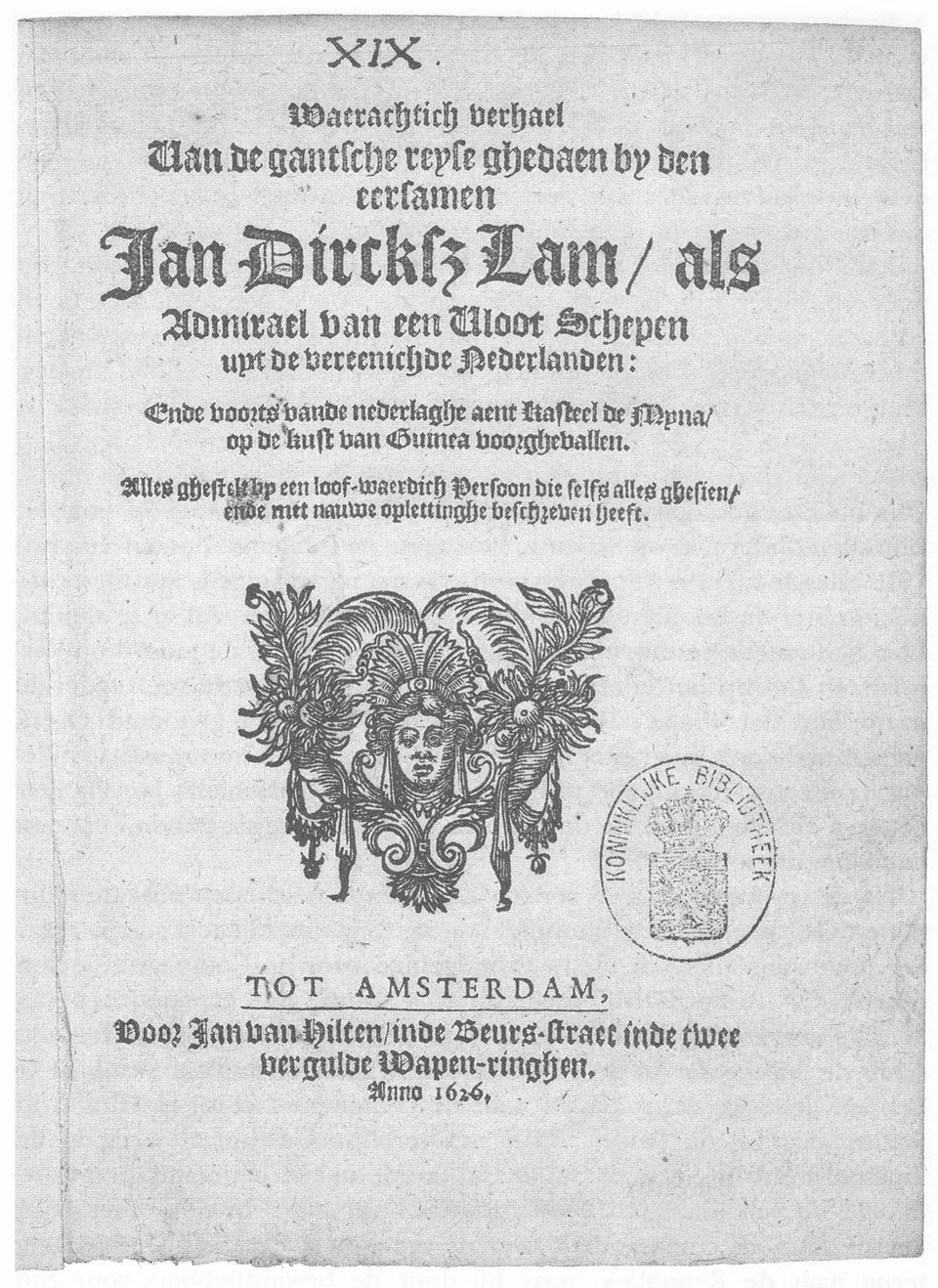
Waerachtich verhael van de reise van Jan Dircksz. Lam en de nederlaghe bij Kasteel Elmina.

Op 5 november voerde de vloot nogmaals een bombardement op Fort Elmina uit, maar met weinig effect. Door middel van geschenken alsnog ingeschakelde inheemse hulptroepen kwamen niet opdagen. Lam en zijn scheepsraad besloten daarop te vertrekken, en nog een poging te wagen om voor ‘de cust van Brasilien ende Rio de Janeiro’ Spaanse of Portugese schepen te kapen. Dit zou de mislukking in Elmina goed kunnen maken. Eerst moesten de eigen schepen gerepareerd worden, zieken en gewonden verzorgd worden en moest proviand worden ingeslagen. Toen vertrok de vloot naar Brazilië. Eind april daar aangekomen stond er een harde zuidoostelijke wind die het slechts mogelijk maakte naar de Azoren te zeilen. Daar werden echter geen vijandelijke schepen aangetroffen, zodat men doorvoer. Op 26 juni 1626 waren alle schepen van de oorspronkelijke vloot weer terug in de Republiek, zonder resultaat te hebben geboekt. De WIC legde zich na al deze mislukkingen een aantal jaren toe op de kaapvaart, die wel succesvol bleek, vooral met het veroveren van de zilvervloot door Piet Hein in 1628. Elmina werd pas in augustus 1637 veroverd door een vloot onder leiding van kolonel Hans van Koin vanuit het Braziliaanse Recife, dat inmiddels ook in bezit van de WIC was.
Het journaal van Jan Dircksz. Lam en de resoluties van de scheepsraad tussen 31 december 1624 en 20 juni 1626 zijn bewaard gebleven en bevinden zich in het Nationaal Archief. Ze zijn waarschijnlijk grotendeels geschreven door de fiscaal van de vloot Christiaen Stulmich, die ook optrad als secretaris. Ook de opperkoopman van de Neptunus, Willem Cunningham, heeft een verslag van de expeditie nagelaten.

## In dienst van de Staten-Generaal

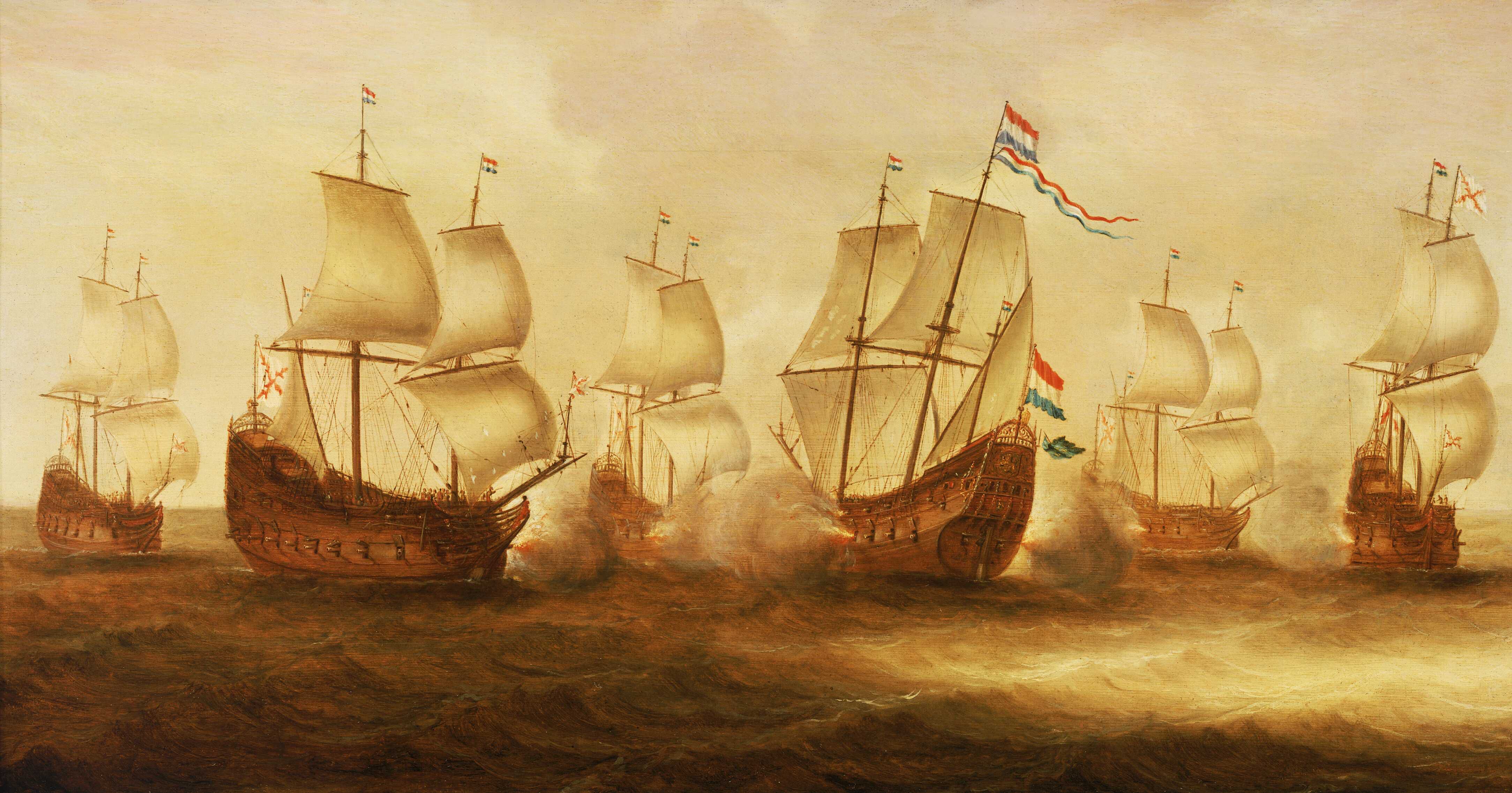
Vloot van Witte de With in gevecht met Duinkerker kapers in 1640.

In juli 1626 verschenen Lam en enkele bewindhebbers van de WIC in de vergadering van de Staten-Generaal om van de aanval op Elmina verslag uit te brengen. Naar aanleiding daarvan benoemden de Staten-Generaal Lam tot commandeur van een eskader van tien deels door de VOC uitgeruste schepen dat voor de kust van Vlaanderen moest kruisen om koopvaarders te beschermen tegen de activiteiten van de Duinkerker kapers. Het eskader was onderdeel van de blokkadevloot van luitenant-admiraal Philips II van Dorp. Die blokkade was nooit een groot succes. Lam veroverde begin 1628 per vergissing een Frans schip dat de kapers juist achterna zat. In juli werd hij gevraagd om vier schepen onder zijn vicecommandeur Jan Berchout in te zetten voor het begeleiden van drie terugkerende retourschepen van de VOC. De schepen waren lange tijd in Portsmouth vastgehouden in de nasleep van de kwestie van de Ambonse Moord. Lam, inmiddels viceadmiraal van de blokkadevloot, gebruikte voor de begeleiding zijn hele eskader. In november was hij weer terug in Nederland en bracht verslag uit in de vergadering van de Staten-Generaal. Hij moest onder andere uitleggen waarom hij zich niet aan de instructies had gehouden. Hierna is over Lam niets meer bekend. Vermoedelijk is zijn dienstverband toen geëindigd, want op 28 april 1628 werd als nieuwe viceadmiraal benoemd Wemmer van Berchem.